# Joseph Zangerle
Joseph Zangerle, né le 6 novembre 1949 et mort le 12 janvier 2022, est un joueur de football international luxembourgeois actif principalement durant les années 1970. Il jouait au poste d'attaquant.

## Carrière en club
Joseph Zangerle commence sa carrière de footballeur en 1968 à l'Union Luxembourg. Il devient rapidement un titulaire indiscutable à la pointe de l'attaque et après à peine quelques mois, il est convoqué en équipe nationale luxembourgeoise pour disputer une rencontre amicale face au Danemark en novembre. En fin de saison, il remporte la Coupe du Luxembourg et décroche un transfert au Racing White, un club de première division belge. Dans un effectif professionnel, il a plus de difficultés à obtenir une place de titulaire et après un an, il décide de retourner vers son ancien club.
De retour à l'Union Luxembourg, Joseph Zangerle retrouve une place de titulaire et mène l'équipe au titre de champion en 1971. Il participe ainsi la saison suivante à la Coupe des clubs champions, où le club est éliminé au tour préliminaire par Valence. Deux ans plus tard, il termine vice-champion et dispute ainsi la Coupe UEFA 1973-1974, où le club est éliminé d'entrée par l'Olympique de Marseille. Par la suite, le club ne parvient plus à lutter pour les premières places et termine même en position de relégable en 1976. Le club remonte directement l'année suivante et atteint la finale de la Coupe du Luxembourg 1977-1978, battu par le Progrès Niederkorn. Ce dernier ayant également remporté le championnat, l'Union Luxembourg est qualifiée pour la Coupe des vainqueurs de coupe, où il s'incline au premier tour face aux norvégiens du FK Bodø/Glimt.
Joseph Zangerle met un terme à sa carrière sportive en juin 1979.

### Statistiques
| Saison                | Club                  | Championnat           | Championnat | Championnat | Coupe(s) nationale(s) | Coupe(s) nationale(s) | Compétition(s) continentale(s) | Compétition(s) continentale(s) | Compétition(s) continentale(s) | Total | Total |
| Saison                | Club                  | Division              | M.          | B.          | M.                    | B.                    | Comp.                          | M.                             | B.                             | M.    | B.    |
| 1968-1969             | Union Luxembourg      | Division Nationale    | -           | -           | -                     | -                     | -                              | 0                              | 0                              | 0     | 0     |
| 1969-1970             | Racing White          | Division 1            | -           | -           | -                     | -                     | -                              | 0                              | 0                              | 0     | 0     |
| 1970-1971             | Union Luxembourg      | Division Nationale    | -           | -           | -                     | -                     | -                              | 0                              | 0                              | 0     | 0     |
| 1971-1972             | Union Luxembourg      | Division Nationale    | -           | -           | -                     | -                     | C1                             | 2                              | 0                              | 2     | 0     |
| 1972-1973             | Union Luxembourg      | Division Nationale    | -           | -           | -                     | -                     | -                              | 0                              | 0                              | 0     | 0     |
| 1973-1974             | Union Luxembourg      | Division Nationale    | -           | -           | -                     | -                     | C3                             | 1                              | 0                              | 1     | 0     |
| 1974-1975             | Union Luxembourg      | Division Nationale    | -           | -           | -                     | -                     | -                              | 0                              | 0                              | 0     | 0     |
| 1975-1976             | Union Luxembourg      | Division Nationale    | -           | -           | -                     | -                     | -                              | 0                              | 0                              | 0     | 0     |
| 1976-1977             | Union Luxembourg      | Promotion d'Honneur   | -           | -           | -                     | -                     | -                              | 0                              | 0                              | 0     | 0     |
| 1977-1978             | Union Luxembourg      | Division Nationale    | -           | -           | -                     | -                     | -                              | 0                              | 0                              | 0     | 0     |
| 1978-1979             | Union Luxembourg      | Division Nationale    | -           | -           | -                     | -                     | C2                             | 1                              | 0                              | 1     | 0     |
| Total sur la carrière | Total sur la carrière | Total sur la carrière | -           | -           | -                     | -                     | -                              | 5                              | 0                              | 5     | 0     |

### Palmarès
- 1 fois champion du Luxembourg en 1971 avec l'Union Luxembourg.
- Vainqueur de la Coupe du Luxembourg en 1969 avec l'Union Luxembourg.

## Carrière en équipe nationale
Joseph Zangerle est appelé à onze reprises en équipe nationale luxembourgeoise, réparties en deux périodes, d'abord entre novembre 1968 et mai 1970, puis de septembre 1977 à mars 1978. Il dispute son premier match le 20 novembre 1968 contre le Danemark, qui se solde sur une défaite 5-1. Son dernier match international est un amical contre la Pologne, le 22 mars 1978, où le Luxembourg est battu 1-3. Les onze rencontres jouées par Joseph Zangerle se sont toutes conclues sur une défaite luxembourgeoise.
Le tableau ci-dessous reprend toutes les sélections de Joseph Zangerle. Le score du Luxembourg est toujours indiqué en gras.
| Date       | Compétition                                  | Adversaire      | Lieu       | Score | Remarque |
| ---------- | -------------------------------------------- | --------------- | ---------- | ----- | -------- |
| 22/11/1968 | Match amical                                 | Danemark        | Copenhague | 5-1   |          |
| 08/12/1968 | Match amical                                 | Belgique        | Luxembourg | 0-1   |          |
| 12/10/1969 | Éliminatoires Coupe du monde 1970 (Groupe 8) | Pologne         | Luxembourg | 1-5   | 55e      |
| 05/11/1969 | Match amical                                 | Belgique        | Charleroi  | 3-2   |          |
| 07/12/1969 | Éliminatoires Coupe du monde 1970 (Groupe 8) | Bulgarie        | Luxembourg | 1-3   |          |
| 10/03/1970 | Match amical                                 | Pays-Bas        | Eindhoven  | 3-0   | 80e      |
| 09/05/1970 | Match amical                                 | Tchécoslovaquie | Luxembourg | 0-1   |          |
| 21/09/1977 | Match amical                                 | Suisse          | Luxembourg | 0-1   | 77e      |
| 12/10/1977 | Éliminatoires Coupe du monde 1978 (Groupe 2) | Angleterre      | Luxembourg | 0-2   | 82e      |
| 28/02/1978 | Match amical                                 | France          | Dijon      | 4-0   | 12e      |
| 22/03/1978 | Match amical                                 | Pologne         | Luxembourg | 1-3   | 83e      |

### Sources et liens externes
- Ressources relatives au sport :   - Eu-football
  - FootballDatabase
  - Mondefootball
  - National Football Teams
  - Transfermarkt